# Miguel Silva Ureta
Miguel Silva Ureta (Illapel, 1846 - San Bernardo, 10 de abril de 1914). Político radical chileno. Hijo de Ignacio Silva Cabanillas, regidor de Illapel, y de Josefina Ureta Brayer. Contrajo matrimonio con Amelia Álamos Cuadra (1877).
Realizó sus estudios en el Colegio de los Sagrados Corazones de Santiago. Residió en Lontué y fue dueño del fundo "Los Jeldres", en Valdivia de Paine.
Se incorporó al Partido Radical, fue elegido Diputado suplente (1888), sin embargo nunca llegó a incorporarse en propiedad.
Diputado en propiedad, representando a Ovalle, Illapel y Combarbalá (1891-1894). Durante este período, formó parte de la comisión permanente de Hacienda e Industrias.